# Kypárissos
Kypárissos (Kyparissos) är en ort i Grekland.   Den ligger i prefekturen Nomós Aitolías kai Akarnanías och regionen Västra Grekland, i den centrala delen av landet, 210 km väster om huvudstaden Aten. Kypárissos ligger 529 meter över havet och antalet invånare är 268.
Terrängen runt Kypárissos är kuperad västerut, men österut är den bergig. Terrängen runt Kypárissos sluttar västerut. Runt Kypárissos är det glesbefolkat, med 12 invånare per kvadratkilometer. Närmaste större samhälle är Agrínio, 17,4 km söder om Kypárissos. 